# The House of the Dead III
 (janvier 2025).
Si vous disposez d'ouvrages ou d'articles de référence ou si vous connaissez des sites web de qualité traitant du thème abordé ici, merci de compléter l'article en donnant les références utiles à sa vérifiabilité et en les liant à la section « Notes et références ».
The House of the Dead III est un jeu vidéo de tir au pistolet développé par Wow Entertainment, sorti en 2002 sur borne d'arcade. C'est le troisième épisode de la saga horrifique à succès The House of the Dead, édité par Sega. Le jeu est ensuite sorti sur Xbox en 2003 et sur PC (Windows) en 2005. Il succède à The House of the Dead 2.

## Trame

### Résumé
L'histoire se déroule en 2019, seize ans après les évènements de The House of the Dead 4 et 20 ans après ceux de House of the Dead. Les civilisations humaines se sont depuis longtemps effondrées à la suite d'une succession d'horribles incidents impliquant des morts-vivants qui, peu à peu, ont balayé toute résistance humaine et se sont rendus maîtres du monde. Ancien agent de l'AMS, Thomas Rogan et son équipe de commandos disparaissent mystérieusement dans l'infiltration d'un service abandonné de recherche secret, appartenant autrefois à la corporation DBR et dirigé par Caleb Goldman (antagoniste principal de House of the Dead 2 et House of the Dead 4), qui avait initialement financé (et repris après sa mort à la fin de House of the Dead) les sombres recherches du Dr Curien. Lisa Rogan, sa fille (dont la mère n'est autre que Sophie Richard, petite amie de Rogan que celui-ci parvint à sauver à la fin de House of the Dead), part à sa recherche accompagnée de l'ancien coéquipier de Thomas : « G ».
Le jeu permet également d'en apprendre plus sur le Dr Curien, principal antagoniste de House of the Dead premier du nom, indiquant que sa principale motivation, lorsqu'il commença ses recherches sur la mort-vie, était en réalité de trouver un traitement efficace visant à soigner son jeune fils, Daniel, atteint d'une maladie incurable contre laquelle la médecine ordinaire était impuissante.
Ensemble, ils exploreront l'institut de recherche EFI (maintenant infesté de zombis et de créatures mutantes), secourront Rogan et, avec l'aide de Daniel Curien (à présent guéri de sa maladie), mettront définitivement hors d'état de nuire le Dr Curien, ressuscité et transformé en un monstre surpuissant, la "Roue du destin", qui fera office de boss final.

### Personnages
- Thomas Rogan — Témoin principal de l'affaire du manoir du Dr Curien en 1998 (The House of the Dead), il a depuis démissionné de l'AMS, l'agence internationale secrète. Durant les seize dernières années, il a étudié les causes de l'effondrement de la civilisation et ses investigations l'ont mené à l'EFI, un laboratoire de recherche secret où il disparut avec son équipe.
- Dan Taylor — Cousin de James Taylor (héros de House of the Dead 2 et House of the Dead 4), Dan est un expert tactique qui faisait partie de l'équipe de Rogan dans l'investigation de l'EFI qui a été décimée par les monstres. Taylor et Rogan sont les seuls survivants. Tout près de l'objectif, ils ont été attirés dans un guet-apens par le boss Death.
- « G » — G a été le partenaire ; dans l'affaire du manoir; du Dr Curien. Après avoir aidé James et Gary dans The House of the Dead 2, il a lui aussi démissionné de l'AMS. Dans The House of the Dead III, il accompagne Lisa dans la recherche de son père.
- Lisa Rogan — Vivant dans l'ombre de son père, Lisa était souvent la cible de comparaison entre ce dernier et elle-même. Elle investit tout son temps dans son travail et part à la recherche avec « G » de son père, après avoir perdu tout contact avec lui.
- Dr Curien — Le scientifique que Rogan et G ont mené à sa perte dans The House of the Dead, tué par sa création (Magician) mais ressuscité puisque dans The House of the Dead III, il est le dernier boss, "la Roue du Destin". On apprend aussi dans cet épisode que les expériences morbides de Curien avaient pour but de sauver son fils, Daniel Curien, atteint d'une maladie qui allait le tuer, quelque temps avant l'incident du manoir.
- Daniel Curien — Le fils du Dr Curien. Daniel n'est finalement pas mort de sa maladie, le Dr Curien l'ayant sauvé. Il voudrait mettre un terme à l'existence de "la Roue du Destin", puisque maintenant ce n'est plus vraiment son père, mais plutôt un monstre d'une grande puissance voulant "tout détruire et tout ressusciter". Ce sera d'ailleurs le personnage qui se battra aux côtés de Lisa tout au long du dernier chapitre, mettant ainsi un terme à la vie de Curien une bonne fois pour toutes.

## Système de jeu
Pour la première fois dans la série, une nouvelle arme principale fait son apparition : le fusil à pompe. Effectivement, il faudra désormais tuer les hordes de zombies tout le long du jeu avec le fusil, ce qui ajoute à cet épisode un nouvel intérêt.
Les ennemis sont beaucoup plus nombreux à l'écran que dans les deux premiers épisodes, et l'action « brute » y est plus présente. Dans The House of the Dead I et II, il fallait parfois être précis pour sauver tel ou tel scientifique (ou civil), puisque se rater et le tuer faisait perdre une vie au joueur. Dans le troisième épisode de la série, il n'y a ni scientifique ni civil à sauver.
Tout au long du jeu, le joueur est accompagné de G, son partenaire. Celui-ci n'aide pas à éliminer les ennemis et sert simplement de protagoniste à l'histoire principale.

## Accueil
- Jeux vidéo Magazine : 12/20 (XB)[3]
- Jeuxvideo.com : 16/20 (XB)[4] - 14/20 (PC)[5] - 11/20 (PS3)[6]